# Créixens del Pará

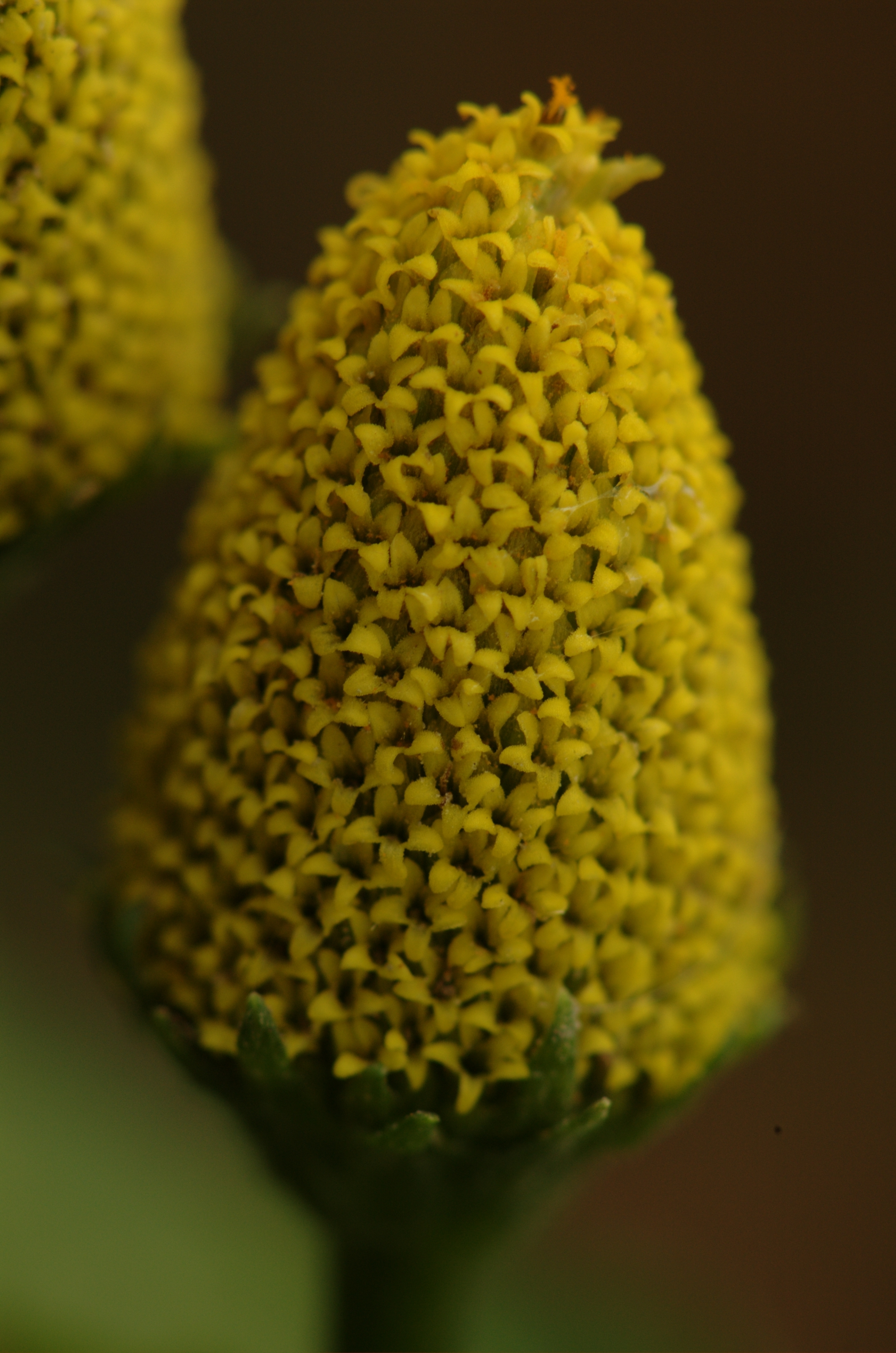
Detall

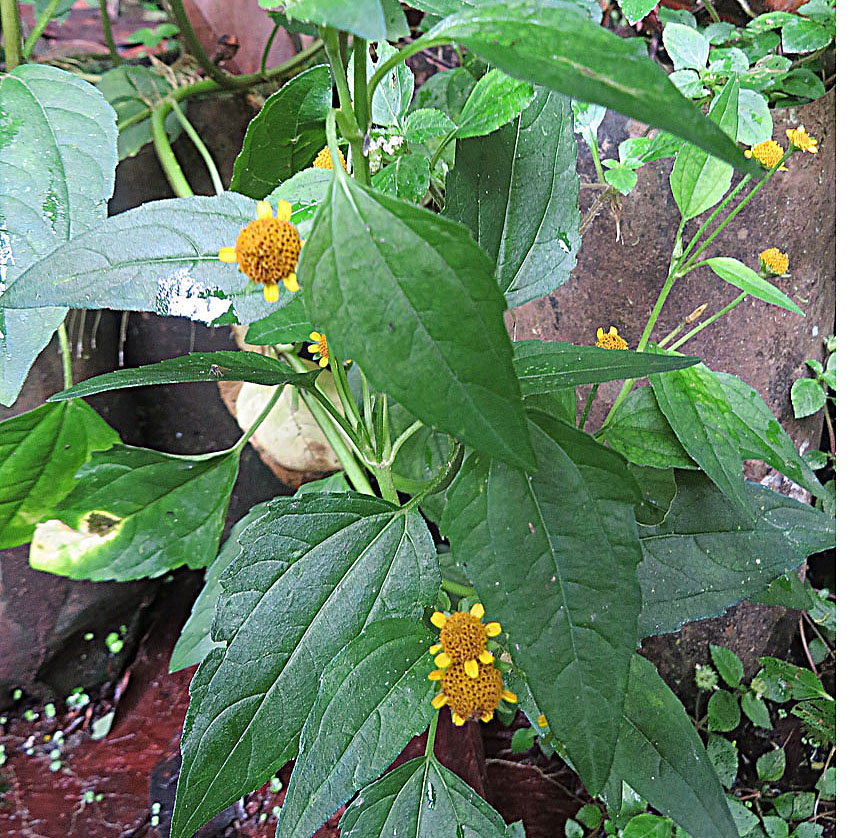
Vista de la planta

El créixens del Pará (Acmella oleracea), és una espècie de planta amb flors de la família de les asteràcies, també coneguda com a herba del mal de queixal perquè les seues fulles contenen agents analgèsics usats contra el dolor de dents.
És una planta nadiua dels tròpics de Brasil i de Perú, i creix com a ornament (i a vegades amb ús medicinal) en algunes parts del món.

## Descripció
És una planta menuda que creix ràpidament, amb inflorescències roges. A causa de la seua sensibilitat a les gelades creix només en climes temperats.

## Usos

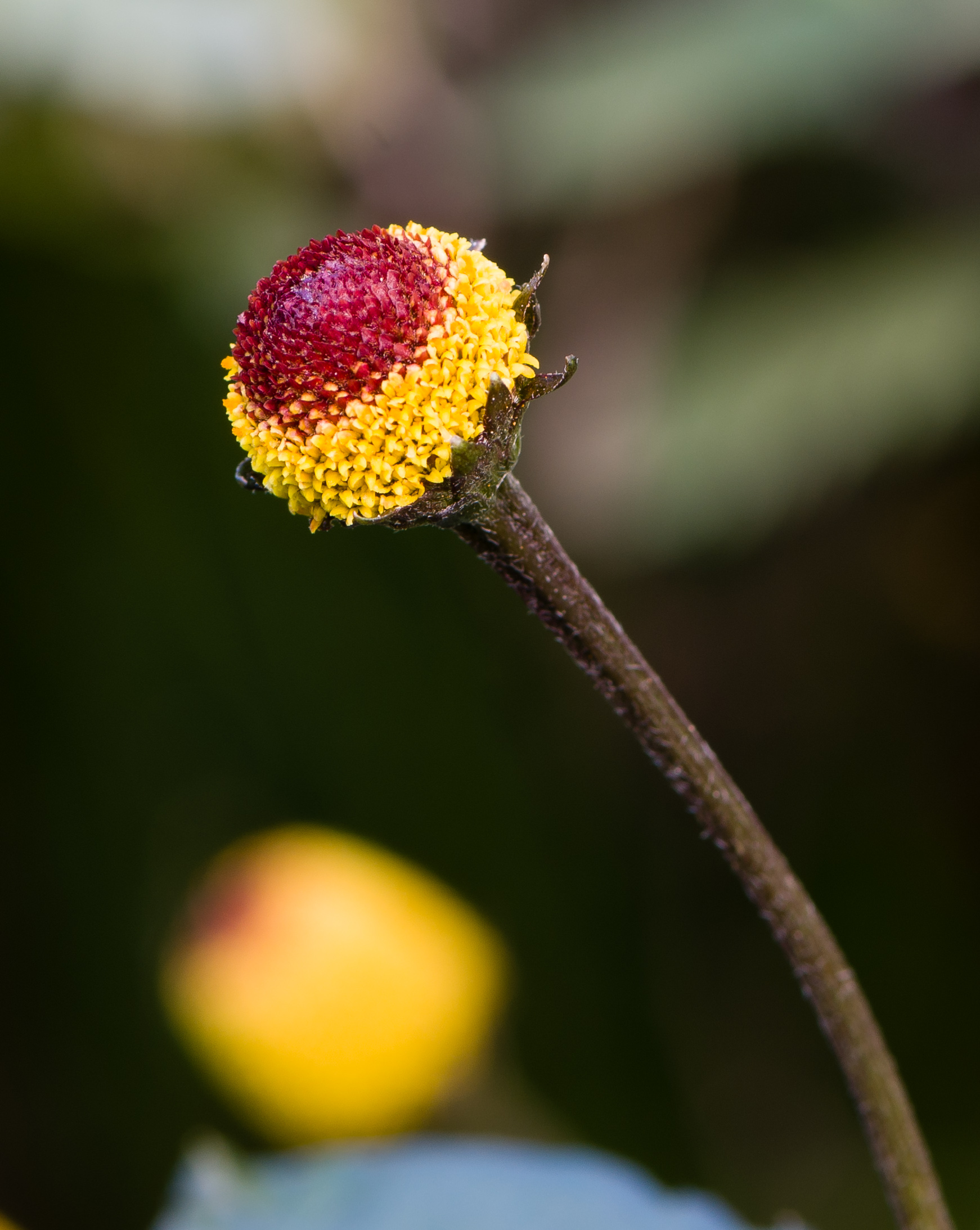
Acmella oleracea Grugapark

Per a usos culinaris s'utilitza només una petita part de les fulles i proporciona un sabor únic a les amanides. Les fulles cuinades perden el sabor fort i es pot emprar com a verdura de fulla. Tant fresca com cuinada s'usa en la gastronomia brasilera com a ingredient d'alguns plats, com el tacacá. Les fulles i les inflorescències s'utilitzen en medicina popular a la regió nord del Brasil per al tractament de malalties de la boca i la gola, així com tuberculosi, malalties pulmonars i càlculs biliars. Les fulles i flors mastegades donen una sensació de formigueig als llavis i la llengua, per l'acció anestèsica local i per això s'utilitza per al dolor de dents i com a estimulant de l'apetit. En infusió també s'usa contra l'anèmia, escorbut, dispèpsia i com a estimulant estomacal.
La substància responsable de l'acció anestèsica en la mucosa oral és un isobutilamida anomenat espilantol. En la seua composició química hi ha espilantina, afinina, colina i fitosterina. Una varietat d'aquesta planta s'empra en plats de cuina del Sud-est asiàtic.

## Taxonomia
Acmella oleracea la descrigué L. R. K. Jansen en Systematic Botany Monographs, 8: 65. 1985.
Sinonímia

- Anacyclus pyrethraria (L.) Spreng.
- Bidens fervida Lam.
- Bidens fusca Lam.
- Cotula pyrethraria L.
- Isocarpha pyrethraria (L.) Cass.
- Pyrethrum spilanthus Medik.
- Spilanthes acmella var. oleracea (L.) C.B.Clarke	'
- Spilanthes fusca hort.parell. exLam.
- Spilanthes oleracea var. fusca (Lam.) DC.

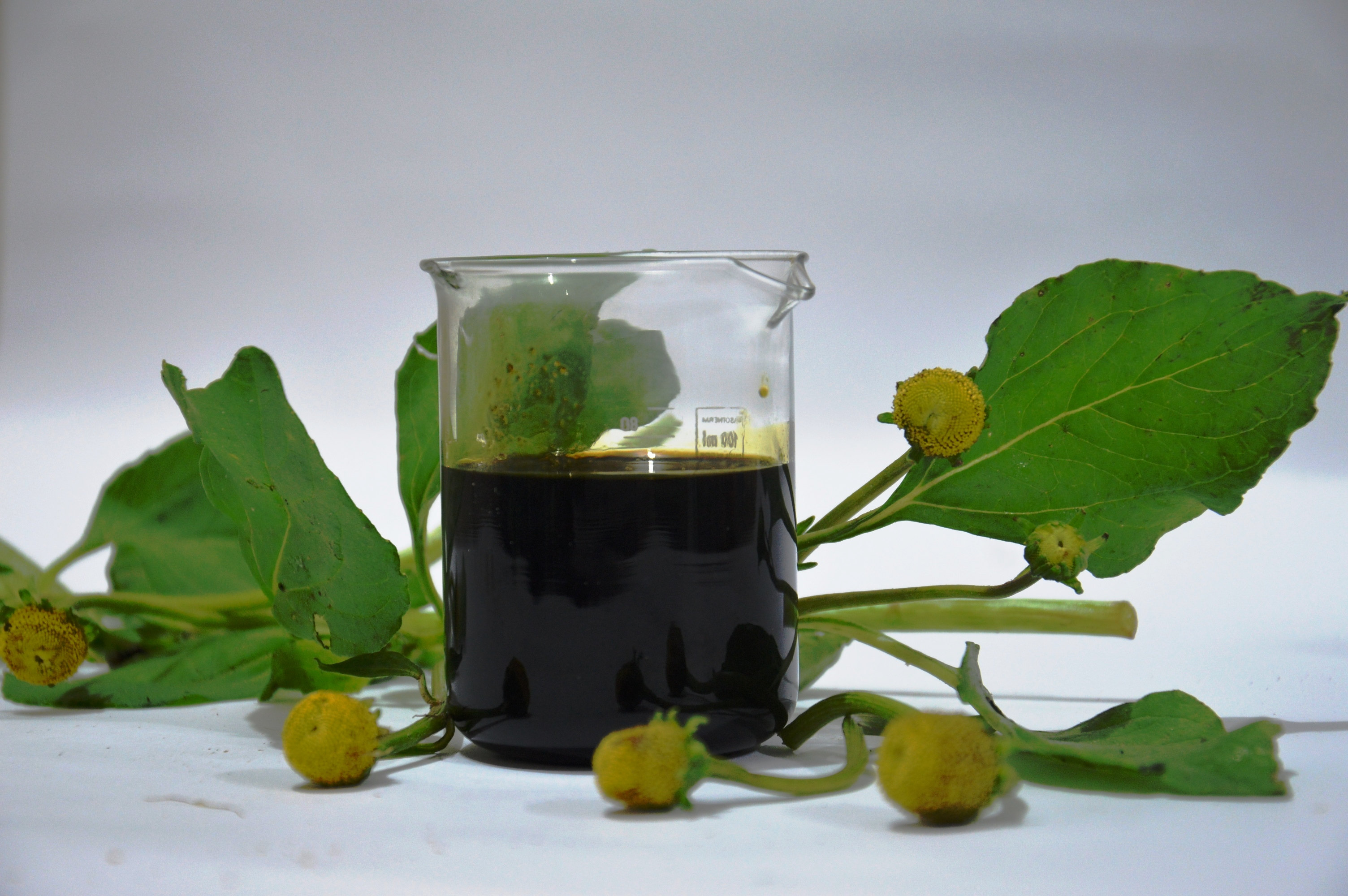
Oli

- Spilanthes radicans Schrad. ExDC.[5]